# Matilde Sofia de Oettingen-Oettingen e Oettingen-Spielberg
Matilde Sofia de Oettingen-Oettingen e Oettingen-Spielberg (em alemão: Mathilde Sophie, Prinzessin zu Oettingen-Oettingen und Oettingen-Spielberg; Oettingen, Baviera, 9 de fevereiro de 1816 – Obermais, Meran, Condado de Tirol, Áustria-Hungria, 20 de janeiro de 1886) foi uma membro da principesca Casa de Oettingen-Spielberg e princesa de Oettingen-Oettingen e Oettingen-Spielberg por nascimento. Por ocasião de seu casamento com Maximiliano Carlos, 6.º Príncipe de Thurn e Taxis tornou-se membro da principesca Casa de Thurn e Taxis e Princesa Consorte de Thurn e Taxis.

## Família
Matilde Sofia era a filha mais velha de João Aloísio III, Príncipe de Oettingen-Oettingen e Oettingen-Spielberg com sua esposa, a princesa 	Amália Augusta de Wrede.

## Casamento e descendência

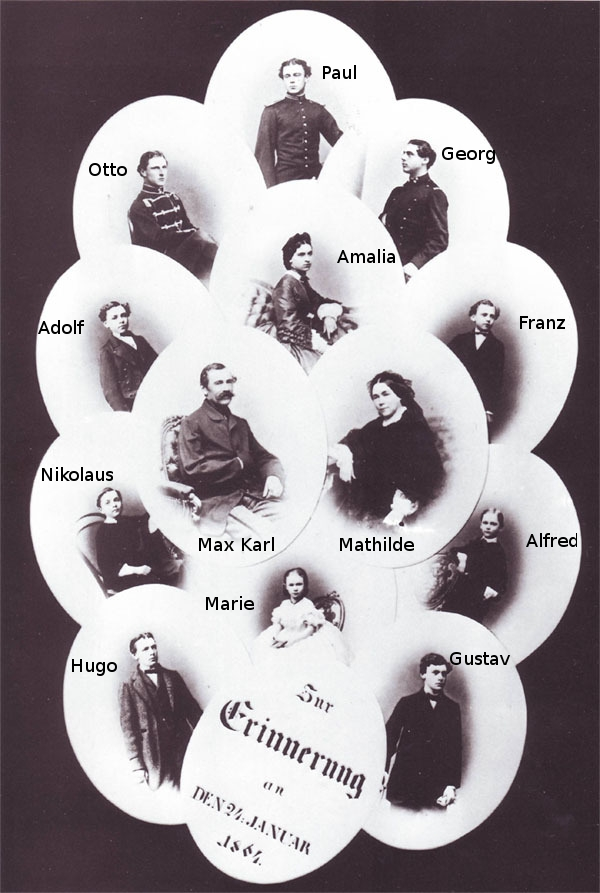
Matilde Sofia e Maximiliano Carlos (ao centro) junto com outros membros de sua família por ocasião das bodas de prata de seu casamento, em 24 de janeiro de 1864.

Matilde Sofia casou-se com Maximiliano Carlos, 6.º Príncipe de Thurn e Taxis, quarto filho de Carlos Alexandre, 5.º Príncipe de Thurn e Taxis e de sua esposa Teresa de Mecklemburgo-Strelitz, em 24 de janeiro de 1839 em Oettingen, Baviera. Matilde Sofia e Maximiliano Carlos tiveram doze filhos:
- Príncipe Oto (28 de Maio de 1840 – 6 de Julho de 1876)
- Príncipe Jorge (11 de Julho de 1841 – 22 de Dezembro de 1874)
- Príncipe Paulo (27 de Maio de 1843 – 10 de Março de 1879)
- Princesa Amália (12 de Maio de 1844 – 12 de Fevereiro de 1867)
- Príncipe Hugo (24 de Novembro de 1845 – 15 de Maio de 1873)
- Príncipe Gustavo (23 de Fevereiro de 1848 – 9 de Julho de 1914)
- Príncipe Guilherme (20 de Fevereiro de 1849 – 11 de Dezembro de 1849)
- Príncipe Adolfo (26 de Maio de 1850 – 3 de Janeiro de 1890)
- Príncipe Francisco (2 de Março de 1852 – 4 de Maio de 1897)
- Príncipe Nicolau (2 de Agosto de 1853 – 26 de Maio de 1874)
- Príncipe Alfredo (11 de Junho de 1856 – 9 de Fevereiro de 1886)
- Princesa Maria Georgina (25 de Dezembro de 1857 – 13 de Fevereiro de 1909)

## Títulos e estilos
- 9 de Fevereiro de 1816 – 24 de Janeiro de 1839: Sua Alteza Sereníssima Princesa Matilde Sofia de Oettingen-Oettingen e Oettingen-Spielberg
- 24 de Janeiro de 1839 – 10 de Novembro de 1871: Sua Alteza Sereníssima a Princesa de Thurn e Taxis
- 10 de Novembro de 1871 – 20 de Janeiro de 1886: Sua Alteza Sereníssima a Princesa-viúva de Thurn e Taxis